# نيكولاي بيتريسكو كومنين
نيكولاي بيتريسكو كومنين (24 أغسطس 1881-8 ديسمبر 1958) دبلوماسي، وسياسي، وعالم اجتماع روماني، شغل منصب وزير الخارجية في حكومة ميرون كريستيا (بين مايو 1938 و31 يناير 1939). برز لأول مرة في فرنسا كمحاضر عام ومؤلف لعدة كتب عن التاريخ السياسي، ثم عاد إلى رومانيا قاضيًا وعضوًا في هيئة التدريس بجامعة بوخارست. قضى كومنين معظم الحرب العالمية الأولى في سويسرا، ونال الاحترام في الداخل والخارج لحججه المؤيدة للقومية، ونشره للقضية الرومانية الكبرى، وخاصة لدعمه للجالية الرومانية في دبروجة. خلال مؤتمر باريس للسلام، أوفِد إلى المجر، واقترح تسويات سياسية ليستسيغ المحافظون المجريون معاهدة تريانون. لوحظ أنه غريب أطوارٍ ينشر الشعر، وغالبًا ما تعرض للسخرية لادعائه أنه من سلالة أرستقراطية بيزنطية من الكومنينيون.
عاد كومنين للعمل لفترة وجيزة في مجلس النواب الروماني، وخلال ذلك الوقت أصبح من أبرز المناهضين للاشتراكية. كان ليبراليًا وطنيًا ومقربًا من قيادة ذلك الحزب، قبل الشروع في العمل الدبلوماسي بدوام كامل، فقد كان في الأصل مبعوثًا لرومانيا إلى سويسرا وعصبة الأمم (1923-1927). ارتقى باستمرار خلال أوائل ما بين الحربين العالميتين، مع تناوب المهام في جمهورية فايمار والكرسي الرسولي. تركز نشاطه على إضعاف النزعة الوحدوية المجرية، وتدريجيًا، على تخفيف التوترات بين رومانيا والاتحاد السوفيتي. بصفته سفيرًا لرومانيا في ألمانيا النازية، حافظ كومنين على موقف حيادي، معترفًا باعتماد رومانيا على الصناعة الألمانية بينما سعى إلى توسيع التعاون مع فرنسا وبريطانيا.
عُين كومنين لقيادة الشؤون الخارجية خلال المراحل الأولى من النظام السلطوي للملك كارول الثاني. كانت فترة ولايته الوزارية مضطربة للغاية، وتداخلت مع توسع السلطة النازية، والاسترضاء الغربي، والتدهور المفاجئ للعلاقات الرومانية السوفيتية. اعترف كومنين بالآنشلوس، وساعد في «تصفية» المسألة الحبشية، وحاول الحصول على ضمانات من جيران رومانيا المعادين في بليد وسالونيكا. أعقبت الأزمة الكاملة اتفاقية ميونيخ، التي عمل خلالها كومنين على الحفاظ على كل من الدولة التشيكوسلوفاكية والوفاق الصغير. أتاح ضمنيًا للقوات الجوية السوفيتية الوصول إلى المجال الجوي الروماني، ورفض المشاركة في تقسيم روثينيا الكارباتية.
عزل كارول كومنين في النهاية- بحجة تشكيكه في مبررات الملك لقمع حركة الحرس الحديدي المنافسة- وحل مكانه غريغور غافينكو. أوفِد مرة أخرى إلى الكرسي الرسولي، وأقالته حكومة الحرس بعد سقوط كارول في عام 1940. لم يعد إلى وطنه أبدًا، لكنه بقي في فلورنسا، مؤيدًا للحلفاء ووكيلًا للجنة الوطنية الرومانية. على هذا النحو، عمل كومنين مع غافينكو في حركة الشتات ضد رومانيا الشيوعية. حصل على الأوسمة لمساهماته الجديدة الإنسانية، ونشر أعمال الذكريات والدراسات في التاريخ الدبلوماسي. في سنواته الأخيرة قبل وفاته في فلورنسا، تحول إلى الترويج للهوية الأوروبية الوحدوية.

## سيرته الذاتية

### الحرب العالمية الأولى وما بعدها
اتخذت مسيرة بيتريسكو كومنين المهنية منعطفًا تصاعديًا بعد دخول رومانيا الحرب العالمية الأولى، في البداية بصفته ناشطًا مشهورًا من أجل قضية رومانيا الكبرى؛ وكُلف بشرح استسلام رومانيا. ووفقًا لدوكا، «فحالة كومنين الصحية غير المستقرة نفته إلى سويسرا»، لكن عمله ضاهي وتجاوز عمل دروغيسيسكو المماثل في فرنسا. أظهر «مهارات رائعة باعتباره رجل دعاية». صادّق كومنين الترانسيلفانيين في المنفى، ولا سيما أوريل بوبوفيتشي ويوسيف تشيوبو، اللذين أصبحا مستشاريه الموثوق بهم. في البداية، ساهم كومنين في القضية من مصحة سويسرية، حيث كان يتعالج، على أمل المضي قدمًا في عمل بوبوفيتشي بعد وفاة الأخير. بمقالات في مجلة لي جينفا، ومع منشورات مثل (ملاحظات عن الحرب الرومانية)، اشتكى من «تضحية دول الوفاق برومانيا» بعد ثورة أكتوبر. وجد الباحث الفرنسي مارسيل إمريت وجهة نظره المنحازة «الأحادية الجانب»، احتوت على «إدانة قوية» للجمهورية الروسية. ساهم كومنين أيضًا في نظرة عامة إثنوغرافية عن دبروجة، تمامًا كما دُمجت المنطقة في بلغاريا الكبرى. أشار جورج لاكور غايت، الذي قدم العمل في الأكاديمية الرومانية، إلى أن «العمل البارع» «للحقيقة والعدالة»، قد كشف ممارسات البلغار.
تلقى كومنين اهتمامًا دوليًا، بالإضافة إلى تعاون من إميل إيزاك، وكونستانتين فلندور، وغيتش بوب. تعامل مع المجلس الوطني التشيكوسلوفاكي وأقام علاقة عمل مع إدوارد بينش. استقر في نهاية المطاف مع عائلته في برن، وفوِض إلى جنيف من قبل رئيس الوزراء إيون إيونيل كونستانتين براتيانو، وأصبح لاحقًا أحد مبعوثي رومانيا في مؤتمر باريس للسلام. أثناء وجوده في باريس، نشر أطلس ثنائي اللغة هو الأطلس الروماني عبر العصور. في هذا الوقت أصبح كومنين هدفًا لانتقادات من اليسار المتطرف -الكاتب الشيوعي بانايت إستراتي، الذي كان يقيم أيضًا في سويسرا، زعم أن مندوبي براتيانو، فاسيل لوكاسيو وبيتريسكو كومنين، كانا ديماغوجيين، مما أدى إلى ضم ترانسيلفانيا إلى «نير ساتراب» للمملكة الرومانية. قدر مندوب ترانسيلفانيا، ألكسندرو فيدا فويفود، مساهمة كومنين، وأبقاه مستشارًا خلال اجتماعات مع روبرت لانسينغ. بحلول ذلك الوقت، كان كومنين قد أصبح صديقًا لابن أخ لانسينغ، ألن دالس.
في هذه المرحلة، كفل انهيار النمسا-المجر اتحاد ترانسيلفانيا مع رومانيا؛ واندلعت الحرب المجرية الرومانية، حيث واجهت رومانيا الجمهورية المجرية السوفييتية. وفقًا لرواية كومنين الخاصة، فقد التقى بوفد من المجريين المحافظين والليبراليين، بما في ذلك الكونت أندراسي، وألفتريد وينديش-جراتز، وميهالي كارولي، الذين طالبوا رومانيا بدعم حكومتهم المناهضة للشيوعية، ومقرها في سغد، وتقديم الدعم «للحرس الأبيض». في أغسطس 1919، اتصل وفد آخر يمثل جمهورية المجر بكومنين. ضم الوفد إشتفان بيتلين، وميكلوز بانفي، وبابلو تيليكي، وطلبت الاعتراف بترانسيلفانيا ككيان فيدرالي للدولة الرومانية.
في سبتمبر، أرسلت حكومة أرتور فايتويانو، بدعم من يوليو مانيو، كومنين في مهمة إلى المجر، حيث ترأس أيضًا المكتب الصحفي الروماني. هذه التجربة، في أعقاب الجمهورية السوفيتية، أطلعت بيتريسكو على الشيوعية (كما هو مفصل في مذكراته، المنشورة عام 1957). أقام في فندق غيليرت في بودابست، وغادر المدينة مع رفع الاحتلال الروماني في أكتوبر 1919. مع تحرك الجيش الوطني المعادي، أعرب عن اعتقاده بإمكانية إصلاح وحفظ العلاقات المجرية الرومانية. في ذلك الوقت، اتصل به بانفي سرًا لمناقشة «المصالحة بين الشعبين المجري والروماني». ادعى كومنين لاحقًا أنه توصل أيضًا إلى اتفاق ودي مع الكونت أندراسي ومحافظين مجريين آخرين، لكن مانيو رفضه. لو قبِل الاقتراح الهنغاري لأدى ذلك إلى إقامة ملكية مزدوجة، ولحكم فرديناند الأول، ملك رومانيا، باسم فرديناند السادس ملك المجر أيضًا.
سرعان ما انضم بيتريسكو كومنين إلى الحزب الليبرالي الوطني، وفي انتخابات نوفمبر 1919، فاز بمقعد مقاطعة دوروستور في مجلس النواب. لم يكن لديه علاقة تذكر بدائرته الانتخابية، ولكن فرع الحزب المحلي اختاره بسبب سمعته الجيدة كمدافع عن الرومانيين في دبروجة. شغل مقعده فقط في عام 1920، عندما عاد من باريس، وأعيد انتخابه مرة أخرى في مارس 1922؛ طوال هذه الفترات المنفصلة، نشط في لجنة السياسة الخارجية بالبرلمان. كان فيدا فويفود رئيسًا للوزراء في مجلس الوزراء الائتلافي الذي شكله الحزب الوطني الروماني، وحزب الفلاحين، والقوميين الديمقراطيين. قاد بيتريسكو كومنين معارضة الحزب الوطني الليبرالي، خاصة خلال مارس 1920، عندما عارض تعيين نيكولاي لوبو وزيرًا للداخلية. أشير إليه لاقتراحه تشريعًا يجعل الإضراب غير قانوني، والضغط على حكومة فيدا فويفود للنظر في مزاعم النفوذ البلشفي داخل الحزب الاشتراكي الروماني. على الرغم من احتجاجات حزب التحرير الوطني ودعم حزب رابطة الدفاع الوطني المسيحي اليميني المتطرف، لم يُمرر قانون بيتريسكو. ادعى فيدا فويفود المحبط أن «بيتريسكو ضحى بنفسه» خلال مسيرته المهنية الجديدة في البرلمان، من أجل «سياسة» براتيانو.